# Quetzal guatemalteco

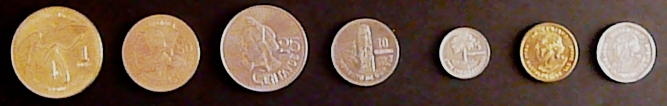
Quetzal (monete)

Il quetzal (codice GTQ) è l'unità monetaria del Guatemala in corso dal 1925. Prende il nome dall'uccello simbolo del Guatemala, il quetzal appunto.
Il quetzal è diviso in 100 centavos.
Nell'antica cultura maya, le piume della coda del quetzal erano usate come moneta. Da qui la denominazione della moneta nazionale che ricalca un valore storico molto importante per tutti i guatemaltechi.

## Storia
Il quetzal è stato introdotto nel 1925, rimpiazzando il peso guatemalteco, durante il mandato del presidente José María Orellana, che appare sul verso della banconota da 1 quetzal. Dal 1979 è stato agganciato al dollaro statunitense fino al 1987, quando fu agganciato al franco francese, utilizzando così gli standard dell'oro.

## Monete
Nel 1925 furono introdotte monete di taglio di 1, 5, 10 centavos, ¼, ½ e 1 quetzal, sebbene la maggior parte dei pezzi da 1 quetzal furono ritirati dalla circolazione e rifusi. Le monete da ½ e 2 centavos furono aggiunti nel 1932. Fino al 1965, le monete con tagli da 5 centavos furono coniate in argento 720‰. Le monete da ½ e 1 quetzal furono reintrodotte rispettivamente nel 1998 e nel 1999.
Le monete correntemente in circolazione sono:
- 1 centavo
- 5 centavos
- 10 centavos
- 25 centavos
- 50 centavos
- 1 quetzal

## Banconote
Le prime banconote furono emesse dalla Banca Centrale del Guatemala con tagli da 1, 2, 5, 10, 20, 100 e 200 quetzales, il biglietto da ½ quetzal fu aggiunto nel 1933. Nel 1946 la Banca del Guatemala aumentò l'emissione di cartamoneta; la sua prima emissione fu con biglietti sovrastampati della Banca Centrale. Con l'eccezione dell'introduzione del biglietto da 50 quetzales nel 1967, i tagli delle banconote non cambiarono fin quando le monete da ½ e 1 quetzal rimpiazzarono la cartamoneta alla fine degli anni novanta.